# Mneme
Mneme (XL, S/2003 J21) är en av Jupiters månar. Den upptäcktes 9 februari 2003 av en grupp astronomer vid University of Hawaii. Mneme är cirka 2 kilometer i diameter och roterar kring Jupiter på ett avstånd av cirka 21 427 000 kilometer.